# Александру Месьян
Александру Месьян (рум. Alexandru Mesian; 22 січня 1937, Бая-Маре — 11 березня 2023, Лугож) — румунський греко-католицький єпископ, ординарій єпархії Лугожа Румунської греко-католицької церкви з 1995 до 2023 року.

## Життєпис
8 травня 1965 року отримав священничі свячення.

## Єпископ
20 липня 1994 року синод Румунської греко-католицької церкви обрав о. Месьяна на єпископа-коад'ютора єпархії Лугожа, а папа Іван Павло II потвердив цей вибір. 8 вересня 1994 року отримав єпископські свячення.
20 листопада 1995 року, після відходу попередника на емеритуру, перебрав управління єпархією.
Помер 11 березня 2023 року в лікарні м. Лугож.

## Нагороди
- Командор ордена «За заслуги перед культурою» (Румунія, 7 лютого 2004)[2].